# Saraïtchik

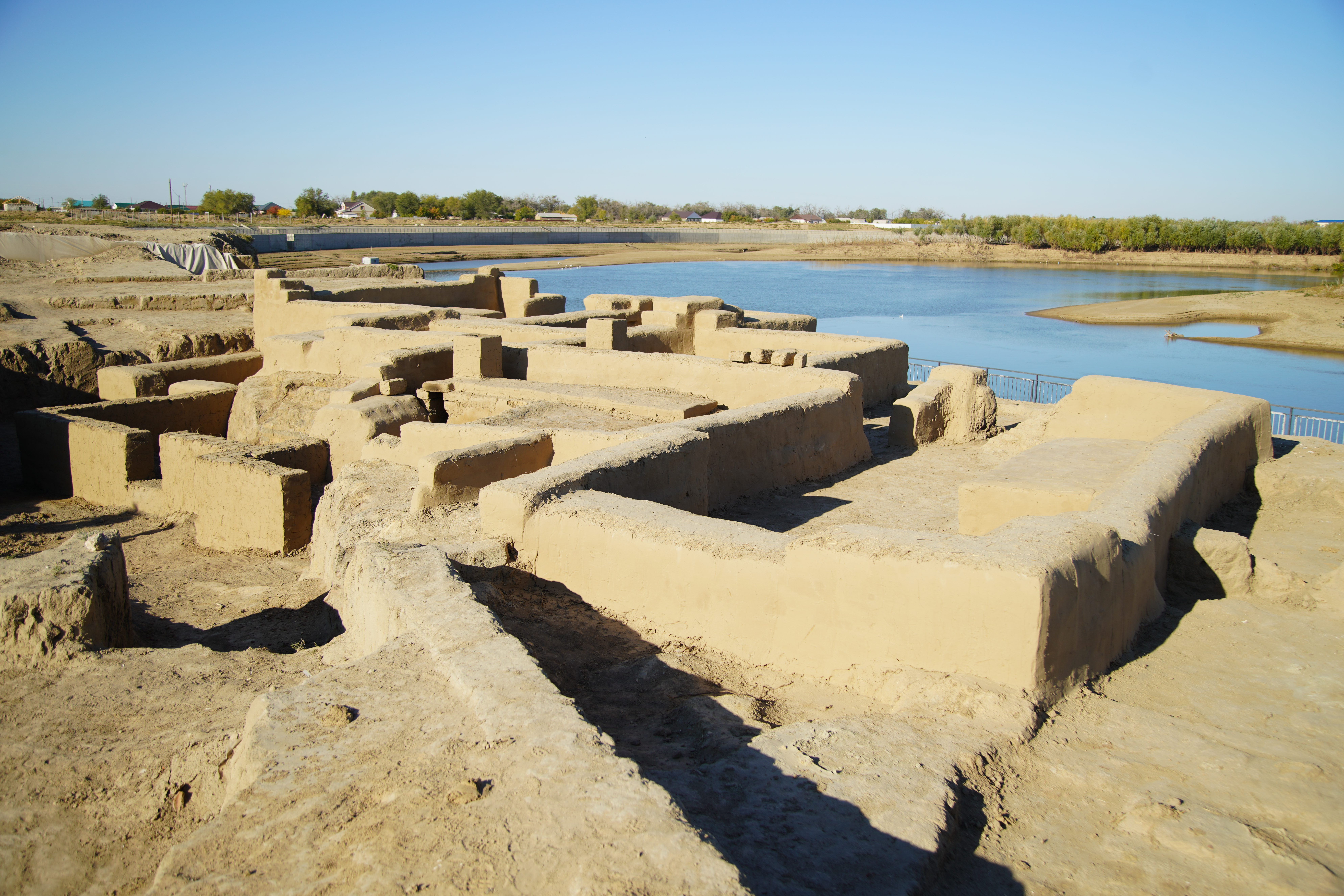
Ruines de Saraïtchik en 2020

Saraïtchik (littéralement « petit palais », pour la distinguer de Saraï) était entre les Xe et XVIe siècles une ville des confins de l'Europe et de l’Asie. Elle se trouvait au bord de l’Oural, dans l‘actuelle province d'Atyraou du Kazakhstan, 50 km au nord d’Atyraou. La route de la Soie passait par cette ville.

## Histoire
On croyait jusqu'à une date récente que Saraïtchik avait été fondée par Batu Khan, mais les fouilles archéologiques ont permis de faire remonter la date de sa fondation à la fin du Xe siècle. Au XIIIe siècle, Saraïtchik s'imposa comme un carrefour commercial de premier plan, et l'une des plus grandes villes de l'empire de la Horde d'Or. Les ruines du faubourg médiéval d’Aqtöbe étaient encore visibles au début du XXe siècle. Une aqueduc en céramique traversait la ville, dont l'activité se concentrait autour de la métallurgie et de la poterie. Les éleveurs et les pêcheurs de la campagne environnante assuraient l'alimentation de la population. Ibn Battuta, qui visita Saraïtchik en 1334, rapporte qu'il y a vu des bacs semblables à ceux de Bagdad traverser le canal d’Uly-sû. Les alentours de la ville étaient appréciés des nobles de la Horde d'or comme lieu de résidence ; mais avec la désintégration de la Horde d'or elle entra en décadence dès le siècle suivant. Mise à sac par Tamerlan en 1395, Saraïtchik fut reconstruite entre 1430 et 1450 et demeura la plus grande ville de la Horde Nogaï. Par la suite, le khan kazakh y établit son quartier-général. Enfin, en 1580, elle fut détruite par des cosaques non contrôlés par le gouvernement russe.
Les vestiges d’habitations et des échoppes ne subsistent plus que le long des berges de l’Oural, qui continue d'éroder les ruines. En 1999, les autorités kazakhes ont inauguré un mémorial.